# Santa Obina
Santa Obina és una masia d'Arbúcies (Selva) inclosa a l'Inventari del Patrimoni Arquitectònic de Catalunya.

## Descripció
Es tracta d'un mas de planta rectangular, amb coberta a dues vessants i amb altres edificacions adossades. El tret més característic d'aquest edifici és el lloc on es troba construït, aprofintant un fort desnivell del terreny, la qual cosa obliga a que l'entrada principal es trobi situada al nivell de la planta superior i per sota hi hagi les altres dependències, antigament destinades una part, al bestiar. Cal dir que l'edifici està en desús i això accelera el procés d'enrunament.
La porta principal és de fusta, rectangular i amb els brancals i la llinda de pedra. Per sota la llinda, es pot veure la biga de fusta, ja que ha saltat una part de la pedra i el revestiment del mur. Hi ha el número 36 al costat de l'entrada. Pel que fa a finestres, a la façana només n'hi ha una, envoltada en pedra. En trobem més al costat esquerre, en un cos de dues plantes, adossat perpendicularment. Darrere d'aquest hi ha una altra amplicació, d'una sola planta, destinada possiblement a corral.
Per la part posterior, adossats a la façana, es veuen quatre contraforts que sostenten l'estructura. Hi ha també petites obertures, algunes d'elles de construcció simple.
El parament és arrebossat gairebé en tots els murs, algunes parts es deixa veure la pedra. A l'interior, l'estructura ha sigut sempre la mateixa, no s'hi han fet gairebé mai remodelacions.
En front de la casa hi ha la pallissa, amb vessants a laterals i els sotres i bigues de fusta. Les parets són de maçoneria i la part superior de la columna central és feta de rajols. Encara conserva part de la barana de fusta però està en molt mal estat.

## Història
L'origen més remot es troba en l'antiga capella eremítica dedicada a Sant Albí o Albina. Un testament del mas Regàs consigna una deixa al 1278 a Santa Albina. En el 1286 Guerau Cortina i Elisenda sa muller venen una peça de terra a Pere Regàs, de Lliors, anomenada Santa Albina.
Més endavant en el Manual de la casa Regàs, apareix una nota del 1615 que diu: Francesc Regàs ha feta una casa nova de soca-rel en el lloc anomenat Santa Albina, és en la parr. de Lliors. y tambe he fets los quintans tots nous que ni casa ni quintans noy avia agut may res, sols hi avia mes alt de alli ont avuy es la cas un casal que diuen algu tems y devia aver capella, no per quey aya memoria de homens que ley ayen vista. Los sr directa de dita casa y quintana no puch dir qui hes ni he trobat que may mos pesats ayen cabbreuat, no fa la dita casa sensos ni sensals ni tascas ni ninguna manera demals, sols paga delme dels fruits que deu y dona cohes deu quarters una comforme es consuetud desta heretat del Regas tant en la pª de llios com en les terres tinch en la pª derbusies y dita casa y quintans es de la matexa heretat del mas Regas de llios y a tots gastos me costa sent lliures 100.
Un any abans trobem l'encàrrec d'en Regàs per a construir la casa a un tal Joan d'Espinelves: Li dona a fer una casa a preu fet. A Santa Albina. Any 1614.
Ens apareix en el Cadastre de 1800, juntament amb la cambra de Santa Obina. També la trobem en el llistat de les cases de pagès del rector del 1826.
En el padró de 1883 apareix habitada per una família d'11 persones, en el padró de 1940 es troba habitada per dues famílies, cadascuna de 5 membres. També es documenta en el mapa de Juli Serra de 1890.